# НДІ Сталі
НДІ Стали — російський науково-дослідний інститут, розташований в місті Москва. Інститут займає площу в 6,4 га, в тому числі виробничі — 40 тис.м ².

## Історія
Був створений в травні 1942 а як броньовий інститут. Нагороджений  Орденом Трудового Червоного Прапора в 1986 ріку. Є акціонерним товариством відкритого типу з 1993 ріка.

## Розробки та продукція

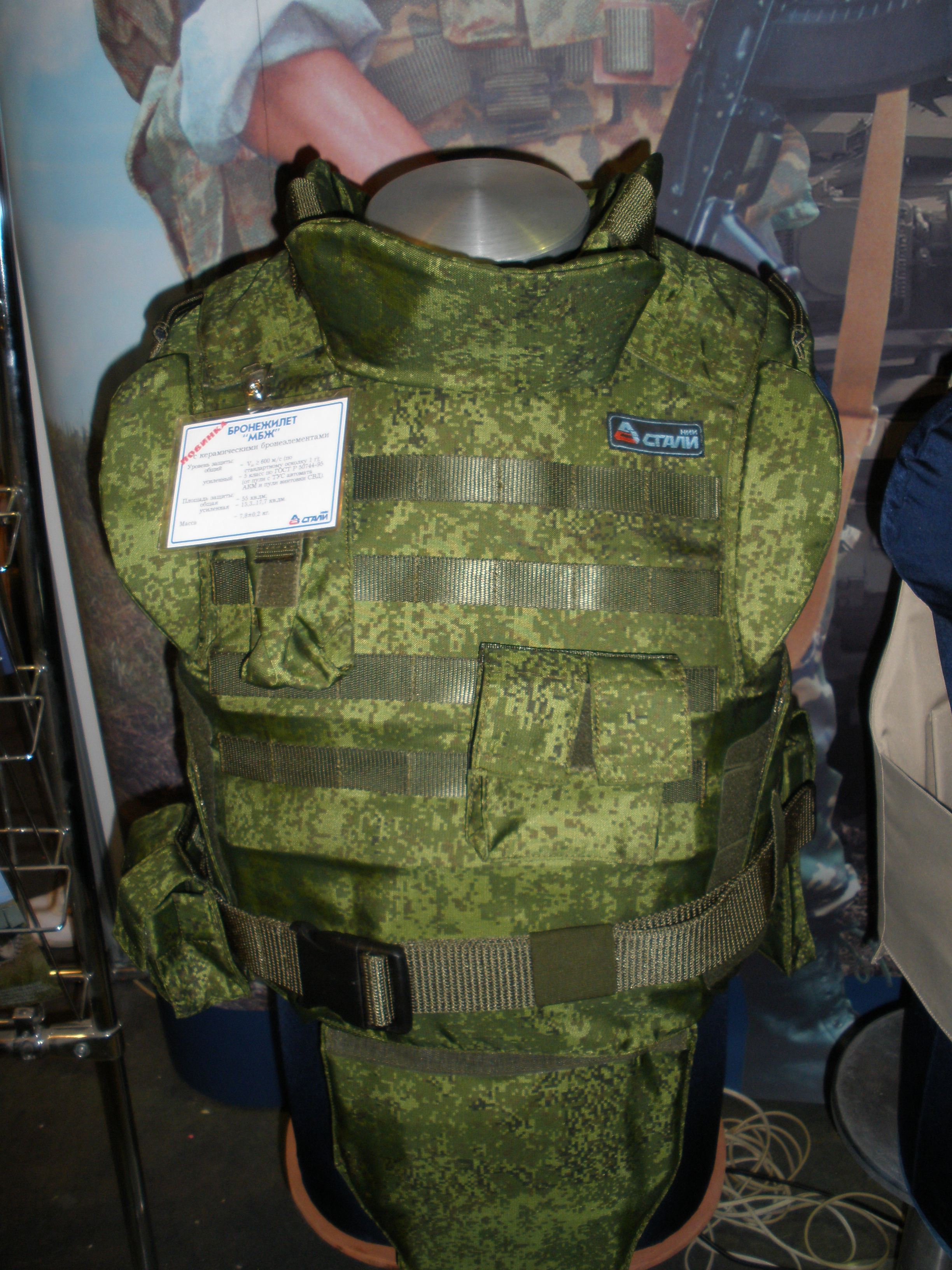
Бронежилет МБЖ, розроблений в НДІ Стали

- Розробка та впровадження першої у світі протиатомного захисту для танків і БМП (1957 р.)
- Розробка першого у світі комбінованого захисту з противокумулятивним наповнювачем для танка Т-64 (1962 р.)
- Розробка алюмінієвої броні для БМД-2 та БМП-3 (1967 р.)
- Виготовлення торсіонної підвіски для Місяцехода-1 (1969 р.)
- Розробка перших вітчизняних бронежилетів «ЖЗЛ» та «ЖЗТ» для МВС (1971 р.)
- Випробування перших у світі дослідних зразків активного захисту «Віяло» і «АЗОТ» для танків (1972 р.)
- Розробка, організація виробництва та масова поставка у війська перших вітчизняних бронежилетів 6Б2, 6Б3, 6Б4 та 6Б5 (1979 р.)
- Розробка і виготовлення броньованих саркофагів у мавзолеях В. І. Леніна та Г. Димитрова (1980 р.)
- Розробка і прийняття на озброєння навісного комплексу ДЗ типу «Контанкт» для танків Т-55, Т-62, Т-72, Т-80 (1982 р.)
- Розробка перших бронежилетів для VIP-персон — для М. С. Горбачова та Р. М. Горбачової (1982 р.)
- Розробка і прийняття на озброєння універсального комплексу динамічного захисту вбудованого типу «Контакт-5» (1986 р.)
- Проектування та виготовлення першого російського високозахищеного сховища для Центробанку РФ (1991 р.)
- Розробка ГОСТів на бронеодяг і створення системи сертифікації засобів захисту (1995 р.)
- Розробка та поставка на експорт комплексу ДЗ для БМП-3 (2000 р.)
- Розробка і прийняття на озброєння нового покоління бронежилетів 6Б11 та 6Б12 і шоломів 6Б7, 6Б14, 6Б6, ТШ-5 (2002 р.)
- Прийняття на озброєння нового комплексу універсальної ДЗ модульного типу «Релікт» (2005 р.)
- Поставка в міністерство оборони сімейства шоломів нового покоління 6Б26, 6Б27, 6Б28 (2006 р.)
- Поставка іноземному замовнику першого комплекту комп'ютерних навчальних програм по танку Т-90 (2008 р.)
- Розробка сімейства високозахищених бронеавтомобілів «Ведмідь» для армії (2009 р.)